# Predromanika
Predromanika je umjetnost iz vremena velike seobe naroda u Europi, iz vremena prodiranja barbarskih plemena (lat. izv. barbar = “Onaj koji nema nikakve mjere”) koja s istoka dolaze u zapadnu Europu. Ova umjetnost podrazumijeva likovna ostvarenja Kelta, Vandala, Ostrogota, Vizogota, Franka, Langobarda, Slavena, kao i predstavnika drugih pokrštenih naroda ranog srednjeg vijeka (npr. Asturijska umjetnost). Stilski je nastavak keltske i germanske umjetnosti s jasnim utjecajima grčko-rimske s juga, ali i skitske umjetnosti s istoka. Završava pojavom prvog umjetničkog stila u europskoj umjetnosti, romanike, po kojoj je i dobila ime.
Predromanika se, prema najutjecajnijim narodima, dijeli na: 
- Barbarsku ili Merovinšku umjetnost - germanska umjetnost koja je dobila ime po Franačkim vladarima Merovinzima koji su od 5. do 8. st. vladali područjem današnje sjeverne Italije, Francuske i Španjolske); uključuje vandalsku, langobardsku, ostrogotsku i vizigotsku umjetnost ovog razdoblja.
- Karolinšku umjetnost (8. – 9. st.) kojoj je suvremena insularna umjetnost u Britaniji.
- Otonsku umjetnost (10. st.) koja je prva njemačka umjetnost koja ujedno pripada i romanici.

## Merovinško razdoblje
Zajedničke likovne karakteristike umjetnosti u doba seobe naroda jesu izrazita ornamentika i dekorativnost. 
U arhitekturi svi obično koriste dio ranokršćanske i kasnoantičke arhitekture. Arhitektura je zbog nomadskog načina života uglavnom drvena i praktična, a ne monumentalna. Općenito za vrijeme vladavine barbarskih naroda europska arhitektura ne dobiva ništa novo, niti u Europi postoji jedinstveni povezani stil. Sve građevine su vrlo različite bez neke bliže srednje veze, npr. langobardska središta u Italiji. Razvija se uglavnom centralna građevina koja je nastala evolucijom kršćanske grobne crkve, tzv. martiriji (franc. Martirium), kapelice za sahranu mučenika koji su branili kršćanstvo.
Najznačajniji primjer ostrogotske arhitekture je Teodorikov mauzolej u Raveni iz 6. st. Građevina je u obliku križa s križastim svodom. S vanjske strane ima deseterokutne zidove, a sa svake strane tog deseterokutnika ima jednu pravokutnu nišu. Gornji kat je uži od prizemlja. Cijeli mauzolej je podignut od precizno obrađenog kamena (tesanika) utopljenog u žbuku, što je u to vrijeme bilo izuzetno rijetko. Zanimljivo je da je monumentalna kupola isklesana iz jednog bloka kamena, teška nekoliko tona, i dan danas se ne zna kako su uspjeli postaviti je na mauzolej.
Ovo je vrijeme nepostojanja skulpture. Koristi se jedino vrlo plošni reljef za sarkofage, grobne ploče, oltarske pregrade … Ukrasi su u kombinaciji pletera, rozeta i križeva, sve u strogoj geometriji.
Predmeti od zlata koji karakteriziraju ovo razdoblje rađeni su također u slavu Božju i u službi vladara. Najčešće su to relikvije (moći - tjelesni ostaci mučenika) ukrašavani zlatom i dragim kamenjem.
Uvezana knjiga u pergamentu mijenja knjigu u obliku svitka, a tekst dostiže vrhunac u slikarski obrađivanom inicijalu. Rukopis se prepisuje na pergamentu, a crta se isključivo perom. Javlja se mogućnost oslikavanja knjiga (iluminacija) koje postaju bogate u boji i pozlati, a rade se u tradiciji rimskog iluzionizma. 
Najstarija ilustrirana Biblija je Bečki Genesis, s početka 6. st. Ukrašena je bogatim ilustracijama u formi kontinuirane naracije što znači da slika ispod teksta opisuje prizor iz teksta.
- Ostrogotska Neonova krstionica, unutrašnjost, 5. st.
- Teodorikov mauzolej, Ravenna, 520. god.
- Merovinška krstionica sv. Ivana u Poitiersu, 6. st.
- Krstionica patrijarha Callista iz Čedada, 7. st.
- Keltski kalež iz 8. st. od srebra i pozlaćene bronce s emajlom, Ardagh, Irska.

## Karolinška umjetnost
Karolinška umjetnost  (od 8. do 10. st.),  svoj procvat doživljava u umjetnosti Karla Velikog. On je pokušao sačuvati sve što je ostalo od Rimske civilizacije, posebno rimsku književnost kroz sakupljanje i prepisivanje starih rimskih rukopisa. Na taj način je pokušao usaditi dio slavne prošlosti Europe u barbarske duše svoga naroda. Danas poznajemo rimske pisce, uglavnom zahvaljujući brojnim i izuzetno kvalitetnim karolinškim rukopisima.
Karlo Veliki je osobno izučavao arhitekturu carskog Rima, te je u svoju prijestolnicu u Aachenu, u današnjoj Njemačkoj, prenio duh nekadašnje rimske gradnje. Tako se njegova Dvorska kapela sastoji od širokog narteksa, koji je sa svake strane imao po dvije kule sa stubištem. Upravo će ovakva konstrukcijska shema “ulaza s dvije kule” (westwerk) biti osnova za arhitekturu srednjeg vijeka.
Prepisivačke škole koje je ustanovio Karlo Veliki bile su isključivo samostanske, a prepisivači monasi. Danas srednjovjekovne rukopise opremljene crtežima i slikama smatramo samostalnim umjetničkim cjelinama, ali su sve one u vrijeme svog nastajanja bile dio crkvene cjeline i kao svete knjige spadale su u opremu Božjeg hrama kao što su bile zidne slike i crkveni namještaj i bile su potrebne za bogosluženje. Samostan bez knjižnice je bio kao tvrđava bez oružarnice. Ovo je umjetnost uskog dvorskog kruga i nekoliko samostanskih centara pod carskom zaštitom, koja je svjesno imala za cilj oživjeti „rimske” stilove i standarde kako dolikuje novoosnovanom Svetom Rimskom Carstvu. Neki centri karolinške umjetnosti u svojim su radovima razvili ekspresivne stilove kao npr. Psaltir iz Utrechta i Evanđelja iz Ebboa gdje slike evanđelista i Krista na prijestolju zauzimaju cijele stranice. Iz istog vremena je i Codex Aureus („Zlatni zakonik”) - knjiga o pravilima ponašanja, zakonik za vladanja Pipina Malog. Korice za knjigu su potpuno urađene iskucavanjem zlatnim pločama i inkrustrirana dragim kamenjem.
Po prvi se put u umjetnosti sjeverne Europe pojavljuje kršćanska monumentalna skulptura i utvrđuje prikaz ljudskih likova u narativnim prizorima.

## Otonska umjetnost
Nakon propasti karolinške dinastije pojavio se jaz do uspostave nove dinastije, koja je započela razdoblje oživljenja Njemačke u kulturnom i političkom smislu, razdoblje poznato kao otonska renesansa. Otonska umjetnost spada u fazu kasne predromanike, i to u području današnje Njemačke gdje je najprije vladala Otonska dinastija u 10. st. Otonska kao i Karolinška dinastija njeguje tzv. aristokratsko-dvorski karakter, što znači da je sva umjetnička produkcija vezana samo za dvor i samostan. Otonska dinastija je također sponzorirala brojne i vrlo važne škole rukopisnog slikarstva (samostan Raischenau), kao što su Perikope Henryja II. (1002. – 1012.). Karakteristika Otonske umjetnosti je ljubav spram bjelokosti, što se vidi u brojnim reljefima, te minijaturama u olsikanim rukopisima. Jedini primjer pune plastike iz ovog razdoblja je tzv. Geronov križ koji se danas čuva u Kölnskoj katedrali. Na njemu je neobično realističan prizor Krista za to vrijeme.

## Predromanika u Hrvatskoj
U Hrvatskoj označava prvi srednjovjekovni stil. Na hrvatsku utječu Franačka (zapadno europski karolinški krug) i Bizant (bizantski kulturni krug).
Hrvati su se početkom 7. st. s Avarima i drugim Slavenima iz sjeverne Europe preselili na jug i naselili krajeve gdje i danas žive.  
Hrvati su ubrzo preuzimali antičku kulturu i umjetnost, ali prije svega kršćansku vjeru.  
Prve crkve su podizane kao kraljevske bogomolje, a kasnoantički utjecaj je bio najjači u Dalmaciji zbog gustoće kasnoantičke urbanizacije. Postepeno je taj utjecaj negiran i dolazi do pojednostavljivanja, mijenjanja naslijeđenih oblika i čak stvaranja originalnih tipova građevina. Sve one (desetak većih i stotinjak manjih) građene su od lomljenca (grubo lomljena kamena povezanih debelim slojem žbuke izvana). Veće su uglavnom uzdužne, jednobrodne ili trobrodne, takva je i crkva sv. Spasa na vrelu Cetine iz 9. st. Crkva ima snažne oble kontrafore (izvanjske stupove) što joj daju osobine utvrde, pojačano i naglašeno moćnom kulom – zvonikom usred pročelja.
Manje crkve su raznovrsnih zanimljivih oblika, uzdužne ili centralne (Crkva sv. Dunata na Krku, Crkva sv. Trojice u Splitu, Crkva Sv. Križa u Ninu i dr.). Najveća i najsloženija crkva kružne osnove iz 9. st. je Crkva sv. Donata u Zadru. Oko njezine kružne jezgre – nad kojom je izvorno bila kupola – ovija se prstenasti brod s trima apsidama na istoku, a taj oblik se ponavlja i na katu. Po veličini i ljepoti s Crkvom sv. Donata može se usporediti samo Dvorska kapela Karla Velikog u Aachenu. 
Oltarne pregrade i prozori tih crkava bili su ukrašeni prozirnim plitkim vrpčastim ornamentom koji po načinu kako su oblici na njima bili isprepleteni nazivamo pleterom. Ti pleteri su bili živo obojeni (crvenom, modrom i žutom), a kako se slike (koje se spominju u pisanim izvorima, npr. Splitski evanđelistar iz 8. – 11. st.) nisu očuvale, oni su i jedini ostaci starohrvatskog slikarstva. Ponegdje je pleter zamijenjen prizorom s likovima iz Evanđelja (kao u sv. Nedjeljici u Zadru) ili života (kao Reljef kralja u Splitu) ili natpisom na hrvatskom jeziku (glagoljici).

## Vanjske poveznice
- Vodič kroz Španjolsku predromaniku; Uvod u Asturiajnsku umjetnost.